# Kloster Askeby

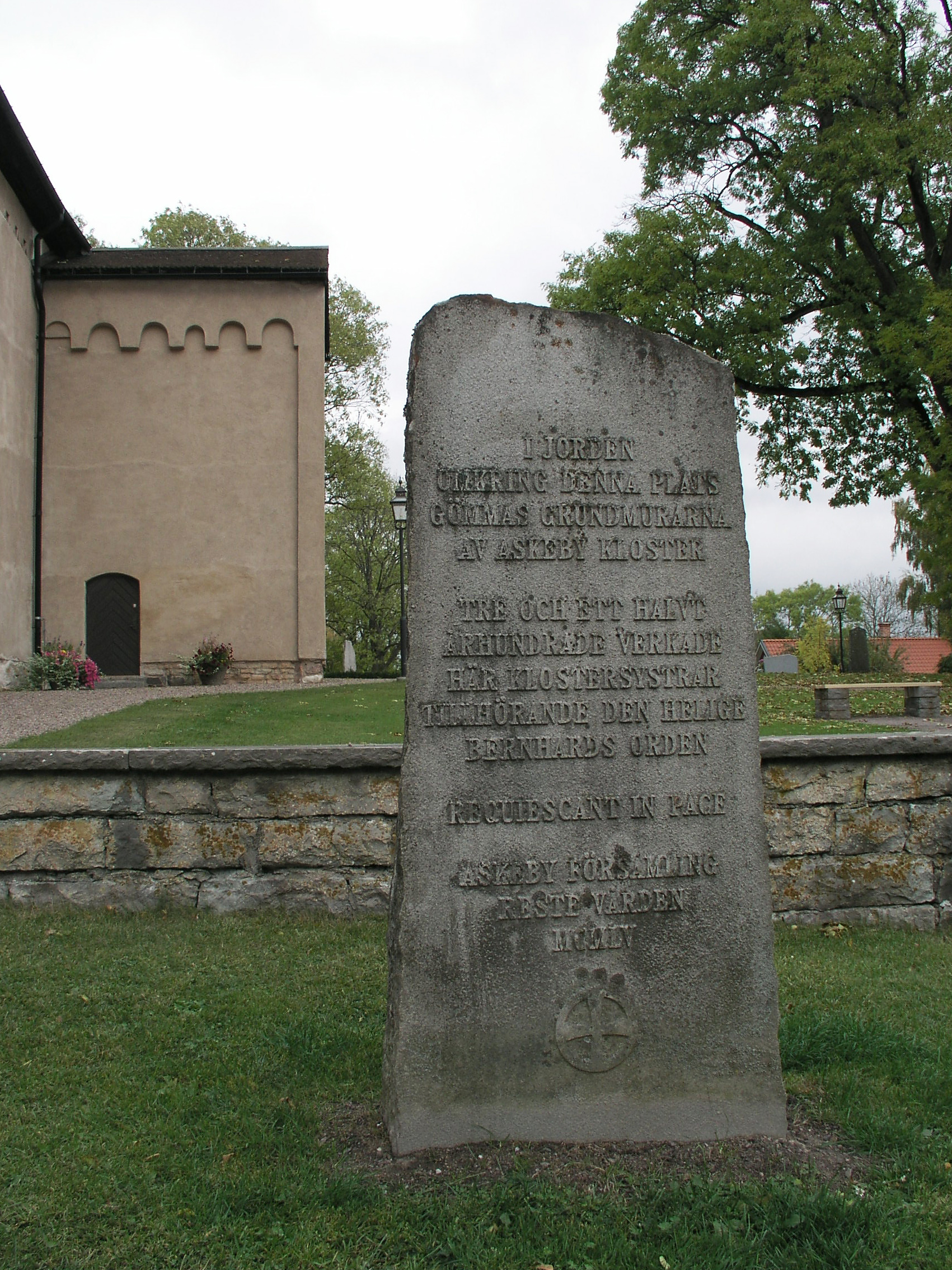
Gedenkstein des Klosters Askeby bei der Kirche von Asekby

Das Kloster Askeby ist eine Klosterruine im schwedischen Askeby östlich von Linköping in Östergötland.

## Klosterruine
Auf der Grasfläche an der südlichen Seite vor der Kirche von Askeby finden sich nur noch Reste der Grundmauern im Boden. Das ist alles, was vom ehemaligen Kloster Askeby übrig ist, das einst eines der ältesten Klöster Schwedens war. Die nahe Kirche wurde sowohl vom Kloster als auch von der örtlichen Gemeinde während der Zeit des Klosterbestehens bis etwa 1530 genutzt. Die Kirche blieb bis heute zumindest teilweise erhalten und wird als Sockenkirche genutzt. Außer den auf dem Boden markierten Grundmauern befindet sich noch ein Gedenkstein für das Kloster auf dem Gelände.

## Geschichte
Das Kloster soll in der zweiten Hälfte des 12. Jahrhunderts als Tochterkloster des Klosters Vreta gegründet worden sein, das etwa 100 Jahre früher gegründet worden war. Zu Beginn wohnten zwölf Zisterzienserinnen im Kloster. Dies war damals auch das Minimum, um ein Kloster gründen zu können. Langsam wuchs die Zahl der Nonnen und in einem Ablassbrief von 1482 sind die Abtissin Anna Jakobsdotter und 19 weitere Nonnen namentlich aufgeführt.
Kloster Askeby lag an der wichtigen Straße nach Söderköping und war wohl auch eine Art Herberge für Durchreisende. Das Kloster hatte nie die gleiche Bedeutung wie die größten Klöster des Landes, doch wurde es von vielen höher gestellten Personen, Herzögen und Königen unterstützt. Zu diesen werden u. a. der Drost Nils Turesson, die Mutter der Heiligen Brigitta, die Herzöge Erik und Waldemar Magnusson. Auch König Magnus Eriksson und seine Gemahlin Blanche von Namur bedachten das Kloster in ihrem Testament. Während der Zeit der Kalmarer Union wurde der Schutz des Klosters durch die Krone immer wieder bestätigt.